# Quercus quangtriensis
Quercus quangtriensis är en bokväxtart som beskrevs av Paul Robert Hickel och Aimée Antoinette Camus. Quercus quangtriensis ingår i släktet ekar, och familjen bokväxter. Inga underarter finns listade i Catalogue of Life.